# 亚丁乡
亚丁乡，是中华人民共和国四川省甘孜藏族自治州德格县下辖的一个乡镇级行政单位。

## 行政区划
亚丁乡下辖以下地区：
吉绒村、根达村、吉黑村、岸日村、扎青村、呷曲村、扎多村和吉龙村。